# Cikasungka (Solear)
Cikasungka is een bestuurslaag in het regentschap Tangerang van de provincie Banten, Indonesië. Cikasungka telt 20.493 inwoners (volkstelling 2010).